# Santa Maria Maior (Lisbona)

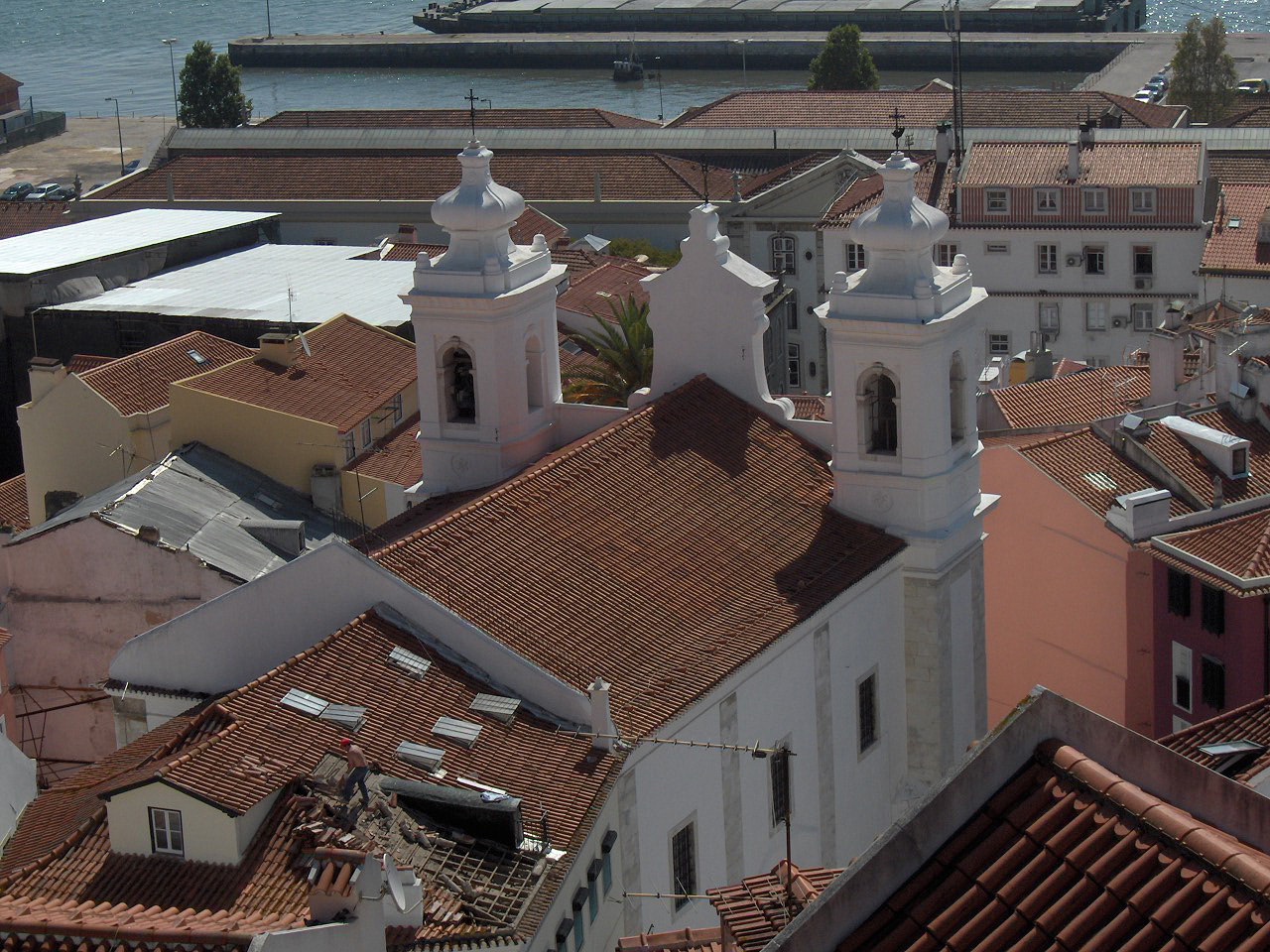
La Chiesa di São Miguel (Lisbona).

Santa Maria Maior è una freguesia del Portogallo e un quartiere della città di Lisbona. 
È stata creata dalla riorganizzazione amministrativa dell'8 novembre del 2012, dall'aggregazione e assorbimento di altre 12 piccole freguesias: Mártires, Sacramento, São Nicolau, Madalena, Santa Justa, Sé, Santiago, São Cristóvão e São Lourenço, Castelo, Socorro, São Miguel e Santo Estevão.
Nel territorio della freguesia sono compresi gli storici quartieri dell'Alfama (che si estende anche nella vicina freguesia di São Vicente), della Mouraria, della Baixa e del Chiado.

## Monumenti e luoghi d'interesse
- Rua do Capelão, n.º 35A, già Rua Suja, abitazione della cantante di fado Maria Severa Onofriana (1820-1846), che qui morì.
- Chiesa da Conceição Velha, in Rua da Alfândega.
- Cattedrale di Lisbona, in Largo da Sé.
- Chiesa di São Miguel, in Largo de São Miguel.
- Teatro Nacional D. Maria II, in Praça de D. Pedro IV.
- Teatro Nacional de São Carlos, in Rua Serpa Pinto.
- Municipio di Lisbona, in Praça do Município
- Palácio Belmonte e Pátio de D. Fradique
- Palácio da Independência o Palácio dos Condes de Almada, in Largo de São Domingos
- Cadeia do Aljube, in Rua de Augusto Rosa, 42. Antica prigione, dal 2015 sede del Museu do Aljube - Resistência e Liberdade.
- Miradouro das Portas do Sol
- Palácio Azurara, sede del Museu - Escola de Artes Decorativas da Fundação Ricardo Espírito Santo, in Largo das Portas do Sol, n.º 2